# Comuna Östersund
Östersund (Östersunds kommun) este o comună din comitatul Jämtlands län, Suedia, cu o populație de 59.956 locuitori (2013).

## Geografie

### Zone urbane
Lista celor mai mari zone urbane din comună (anul 2015) conform Biroului Central de Statistică al Suediei:
| Nr | Zona urbană | Pop.   |
| -- | ----------- | ------ |
| 1  | Östersund   | 49.806 |
| 2  | Ängsmon     | 1.368  |
| 3  | Lit         | 1.117  |
| 4  | Marieby     | 458    |
| 5  | Tandsbyn    | 453    |
| 6  | Häggenås    | 361    |
| 7  | Orrviken    | 289    |
| 8  | Lunne       | 278    |
| 9  | Fåker       | 241    |
| 10 | Hara        | 234    |

## Demografie
| \| Evoluția demografică în comuna Östersund, 1970–2015 \| Evoluția demografică în comuna Östersund, 1970–2015 \| Evoluția demografică în comuna Östersund, 1970–2015 \| Evoluția demografică în comuna Östersund, 1970–2015 \| Evoluția demografică în comuna Östersund, 1970–2015 \| \| ----------------------------------------------------------------------------------------------------- \| --------------------------------------------------- \| --------------------------------------------------- \| --------------------------------------------------- \| --------------------------------------------------- \| \| An \| \| \| Locuitori \| \| \| 1970 \| 1970 \| \| 49750 \| 49750 \| \| 1975 \| 1975 \| \| 54135 \| 54135 \| \| 1980 \| 1980 \| \| 55810 \| 55810 \| \| 1985 \| 1985 \| \| 56446 \| 56446 \| \| 1990 \| 1990 \| \| 58317 \| 58317 \| \| 1995 \| 1995 \| \| 59748 \| 59748 \| \| 2000 \| 2000 \| \| 58249 \| 58249 \| \| 2005 \| 2005 \| \| 58428 \| 58428 \| \| 2010 \| 2010 \| \| 59416 \| 59416 \| \| 2015 \| 2015 \| \| 61066 \| 61066 \| \| Sursa: SCB - Statistika Centralbyrån, Folkmängd efter region, civilstånd, ålder och kön. År 1968–2016 \| \| \| \| \| |      |  |           |       |
| Evoluția demografică în comuna Östersund, 1970–2015 |      |  |           |       |
| An |      |  | Locuitori |       |
| 1970 | 1970 |  | 49750     | 49750 |
| 1975 | 1975 |  | 54135     | 54135 |
| 1980 | 1980 |  | 55810     | 55810 |
| 1985 | 1985 |  | 56446     | 56446 |
| 1990 | 1990 |  | 58317     | 58317 |
| 1995 | 1995 |  | 59748     | 59748 |
| 2000 | 2000 |  | 58249     | 58249 |
| 2005 | 2005 |  | 58428     | 58428 |
| 2010 | 2010 |  | 59416     | 59416 |
| 2015 | 2015 |  | 61066     | 61066 |
| Sursa: SCB - Statistika Centralbyrån, Folkmängd efter region, civilstånd, ålder och kön. År 1968–2016 |      |  |           |       |